# Франкенштейн звільнений
«Франкенште́йн звільнений» (англ. Frankenstein Unbound) — науково-фантастичний фільм жахів 1990 року, заснований на однойменному романі Брайана Олдісса 1973 року, в головних ролях Джон Герт, Рауль Хулія, Бріджит Фонда і Нік Брімбл. Співавтором сценарію та режисером фільму є Роджер Корман, який повернувся в режисерське крісло після майже двадцятирічної перерви.

## Акторський склад
| Актор          | Роль                  |
| -------------- | --------------------- |
| Джон Герт      | Джо Б'юкенен          |
| Рауль Хулія    | Віктор Франкенштайн   |
| Бріджит Фонда  | Мері Шеллі            |
| Нік Брімбл     | Потвора Франкенштайна |
| Джейсон Патрік | Лорд Байрон           |
| Майкл Гатченс  | Персі Шеллі           |
| Кетрін Корман  | Жюстін Моріц          |

## Сюжет
У 2031 році доктор Б'юкенен та його команда працюють над створенням ідеальної зброї — енергетичного променя, який повністю знищує все, на що він спрямований. Б'юкенен сподівається, що йому вдасться створити настільки потужну зброю, що вона покладе край усім війнам і не матиме впливу на навколишнє середовище. На жаль, прототип має непередбачувані побічні ефекти, створюючи нестабільні глобальні погодні умови і розриви в просторі та часі, які спричиняють зникнення деяких людей. Повертаючись додому з випробувального центру, Б'юкенен сам потрапляє в один з таких розломів.
Б'юкенен і його футуристичний автомобіль, керований комп'ютером, з'являються у Швейцарії в 1817 році. У селі він зустрічає вченого Віктора Франкенштейна. Чоловіки обговорюють науку за вечерею, і виявляється, що молодшого брата Франкенштейна вбили. Суд має визначити, чи винна в цьому місцева няня, яку підозрюють у вбивстві.
Кілька селян стверджують, що бачили монстра в лісі, і припускають, що це і є вбивця. Б'юкенен спостерігає за судовим процесом і зацікавлюється молодою жінкою, яка робить нотатки. Нею виявляється Мері Шеллі, авторка роману про Франкенштейна. Шеллі вірить розмовам про монстрів, але суддя — ні. Няню визнають винною і засуджують до смерті на шибениці. Б'юкенен знає, що дитину вбив монстр. Він благає Франкенштейна вийти й розповісти правду, але Франкенштейн відмовляється. Тоді Б'юкенен просить Шеллі про допомогу, розповідаючи їй, що він з майбутнього. Їх тягне одне до одного, але Мері, боячись дізнатися занадто багато про майбутнє і власну долю, вирішує не втручатися. Б'юкенен залишається сам по собі. Він їде на машині до майстерні Франкенштейна і застає доктора за розмовою з чудовиськом.
Монстр вбиває наречену Франкенштейна, заявивши, що якщо для нього не знайшлася супутниця життя, то і він позбавить життя супутницю Франкенштейна. Франкенштейн просить Б'юкенена використати його знання про електрику, щоб допомогти воскресити мертву жінку. Б'юкенен доручає монстру прокласти кабелі до флюгера на даху. Поки монстр відволікається, Б'юкенен перекладає частину електричних кабелів, щоб зарядити прототип лазера у своїй машині.
Коли блискавка знову і знову вдаряє у вежу, батарея лазера починає заряджатися, а труп на столі починає рухатися. У той самий момент жінка повертається до життя, а енергетичний промінь Б'юкенена повністю заряджається, і він стріляє. Замок зруйновано.
Але лазер відкриває ще одну просторово-часову тріщину, відправляючи Б'юкенена, Франкенштейна і двох монстрів далеко в майбутнє. Вони приземляються на засніженій горі без жодних ознак цивілізації. Франкенштейн і монстр намагаються заманити жінку до себе, але вона змушує Франкенштейна вистрілити і вбити її. Розлючений монстр вбиває Франкенштейна і тікає у снігову бурю. Б'юкенен прямує за ним, сподіваючись вбити монстра до того, як він досягне міста і вб'є знову.
Зрештою монстра заганяють у печеру, заповнену комп'ютерами та машинами. Коли Б'юкенен входить, машини оживають, і голос каже: «Ласкаво просимо назад, докторе Б'юкенен». Монстр розповідає Б'юкенену, що печера — це центральний мозок сусіднього міста, останній, що залишився після того, як світ був спустошений найдосконалішою зброєю Б'юкенена. Б'юкенен вмикає захисні пристрої, і монстр згорає від лазерів. Б'юкенен пробирається до сусіднього міста по снігу.

## Виробництво
Продюсер Том Маунт звернувся до Роджера Кормана з ідеєю повернути його до режисури після двадцятирічної відсутності. Щоб отримати солідний сценарій та створити щось оригінальне, Корман звертався до відомих авторів, зокрема Веса Крейвена та Флойда Мутрукса, і врешті-решт доручив Ф. Х. Фіні адаптувати роман Браяна Олдісса «Frankenstein Unbound», особисто беручи участь у написанні сценарію.
Фільм було знято в Італії, зокрема в Мілані та околицях Белладжо.